# Fatick
Fatick è una città del Senegal, capoluogo dell'omonima regione.